# Aseptisches Verpacken
Als aseptisches Verpacken bezeichnet man das Verpacken von u. a. Lebensmitteln unter sterilen Bedingungen.
Das Verfahren setzt sich zusammen aus:
- Sterilisation des Lebensmittels
- Sterilisation des Verpackungsmaterials
- Abfüllung unter aseptischen Bedingungen.